# Brebbia
Brebbia település Olaszországban, Varese megyében. Lakosainak száma 3124 fő (2023. január 1.). Brebbia Besozzo, Ispra, Bardello con Malgesso e Bregano, Travedona-Monate és Belgirate községekkel határos.

## Népesség
A település népességének változása:
| Lakosok száma | 3281 | 3239 | 3124 |
|               | 2017 | 2018 | 2023 |